# رونه پشار
رونه پشار (فرانسوی: René Pinchart‎; ۲۴ ژوئن ۱۸۹۱ – ۲ نوامبر ۱۹۷۰) ژیمناست اهل بلژیک بود.